# Codex Aureus de Lorsch
El Codex Aureus de Lorsch (también conocido como los Evangelios de Lorsch) es un códice creado en Aquisgrán entre 778 y 820, durante el período de Carlomagno. Contiene los cuatro evangelios y dos cartas de San Jerónimo. Presenta un formato 37 por 27 centímetros; consta de 239 hojas, con seis miniaturas de página entera y doce tablas de concordancia.

## Historia
Estuvo localizado por primera vez en la Abadía de Lorsch, en la actual Alemania, donde permaneció al menos hasta el siglo XV; en el catálogo de la abadía era nombrado Evangelium scriptum cum auro pictum habens tabulas eburneas. Fue compilado en 830 bajo el abad Adelung. Considerando las letras de oro en el manuscrito y su localización en Lorsch, fue llamado Codex Aureus Laurensius. En los siglos X y XI, la biblioteca de Lorsch fue una de las mejores bibliotecas del mundo. 
En el siglo XVI el manuscrito fue llevado a Heidelberg. Otto Heinrich trasladó el tesoro bibliográfico del monasterio a Heidelberg, formando la famosa Biblioteca Palatina, justo antes de la disolución de Lorsch en 1563. Allí fue robado en 1622, durante la guerra de los Treinta Años. El codex fue partido en dos y las cubiertas fueron separadas para que fuera una venta fácil. La primera parte, ricamente ilustrada, llegó a la Biblioteca Migazzi y después fue vendida al Obispo Batthyani. Esta parte está ahora en Alba Iulia, Rumania, y pertenece a la Biblioteca Batthyaneum. La segunda parte está en la Biblioteca Vaticana. Una cubierta está en el Museo Británico en Londres y la otra en el Museo Sacro de Roma.

## Descripción y estilo
Este códice, manufacturado hacia el año 830, procede de una escuela de copistas y pintores cuyas obras se reunían bajo el nombre de "grupo de Ada", ahora conocida como Escuela Palatina de Carlomagno. Todas las miniaturas procedentes de esta escuela palatina están basadas en modelos de la antigüedad clásica tardía y del arte bizantino. Las imágenes contenidas en el Códice de Lorsh corresponden a los cuatro evangelistas, la representación de los antepasados de Jesús y un Maiestas Domini. Los evangelistas se representan entre dos columnas, bajo una arcada; los personajes (de rostros ovalados y ojos grandes) visten túnicas de corte clásico y se representan en posturas rígidas y arquetípicas. La representación del Maiestas Domini es especialmente bella: la página se encuentra rodeada de un marco que imita oro, perlas y joyas engarzadas; en el centro de la página, aparece Cristo entronizado, rodeado de un círculo dorado decorado con grecas, los símbolos de los cuatro evangelistas y ocho ángeles. 
Esta imagen de Cristo está relacionada con el luneto de Santa Sofía de Constantinopla. La representación de los antepasados de Jesús es muy peculiar, en la imagen, tres grupos de catorce personas saludan con la mano derecha al Señor sentado en el trono; los padres de las tribus de Israel (Abraham, David y Jeconías) se muestran en el marco como figuras de medio cuerpo. 
Merece particular atención la lujosa encuadernación que presentaba este documento, de la cual solo se conserva la contraportada. Consta de cinco placas de marfil unidas por un marco de metal. En el centro aparece la Virgen María sentada en un trono, llevando al niño Jesús en brazos. Al lado derecho se encuentra Zacarías, vestido de sacerdote y del lado izquierdo aparece San Juan Bautista. En la parte superior dos ángeles sostienen una imagen de medio cuerpo de Cristo Pantocrátor, en la parte inferior se representan escenas del nacimiento de Jesús y de la Anunciación a los Pastores.

## Imágenes del Codex Aureus

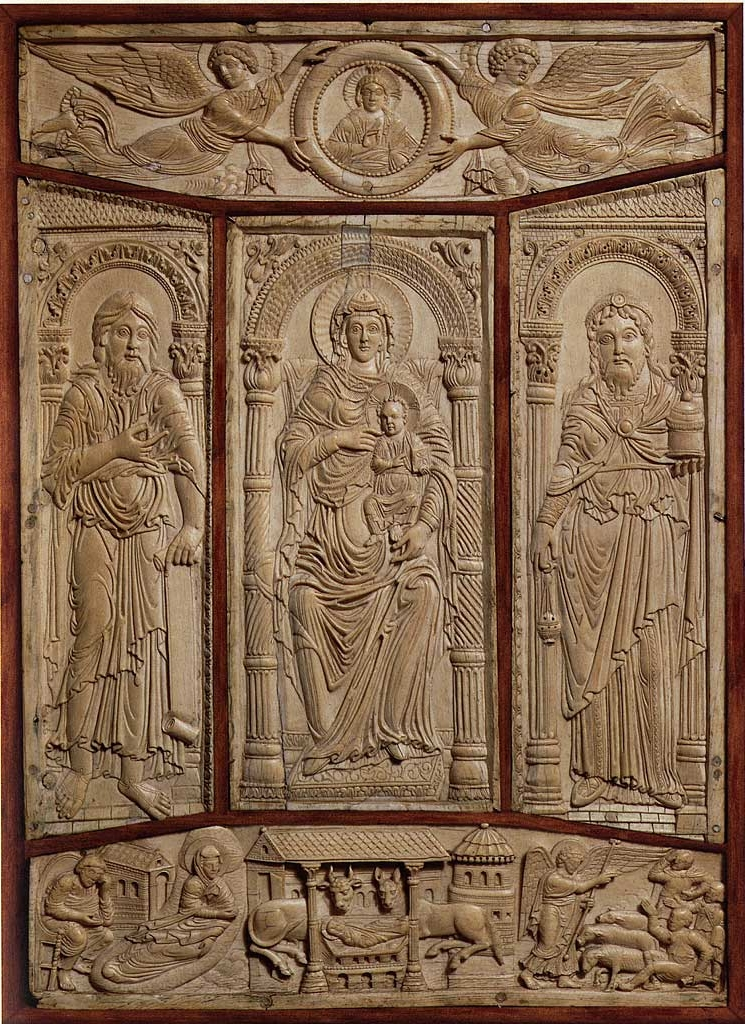
Cubierta
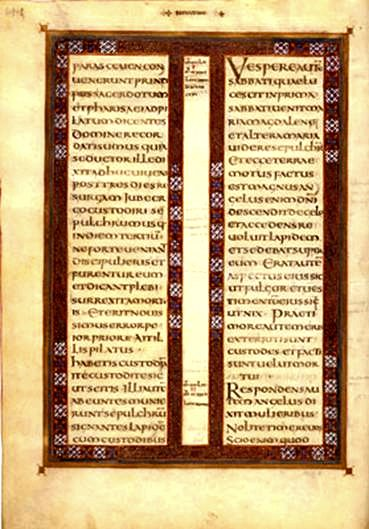
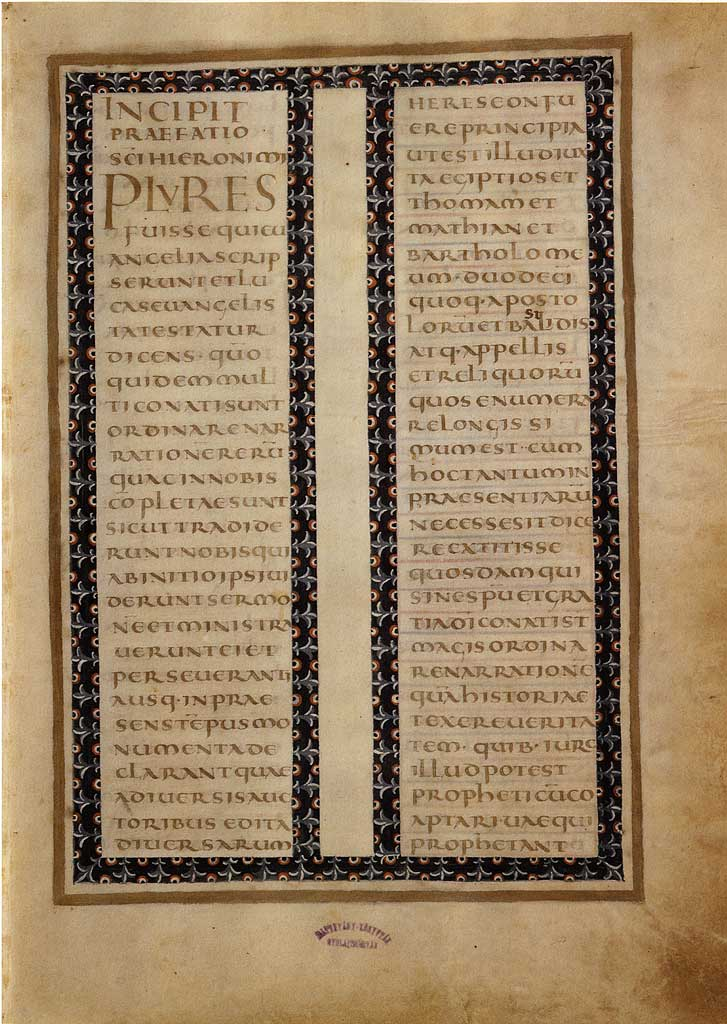
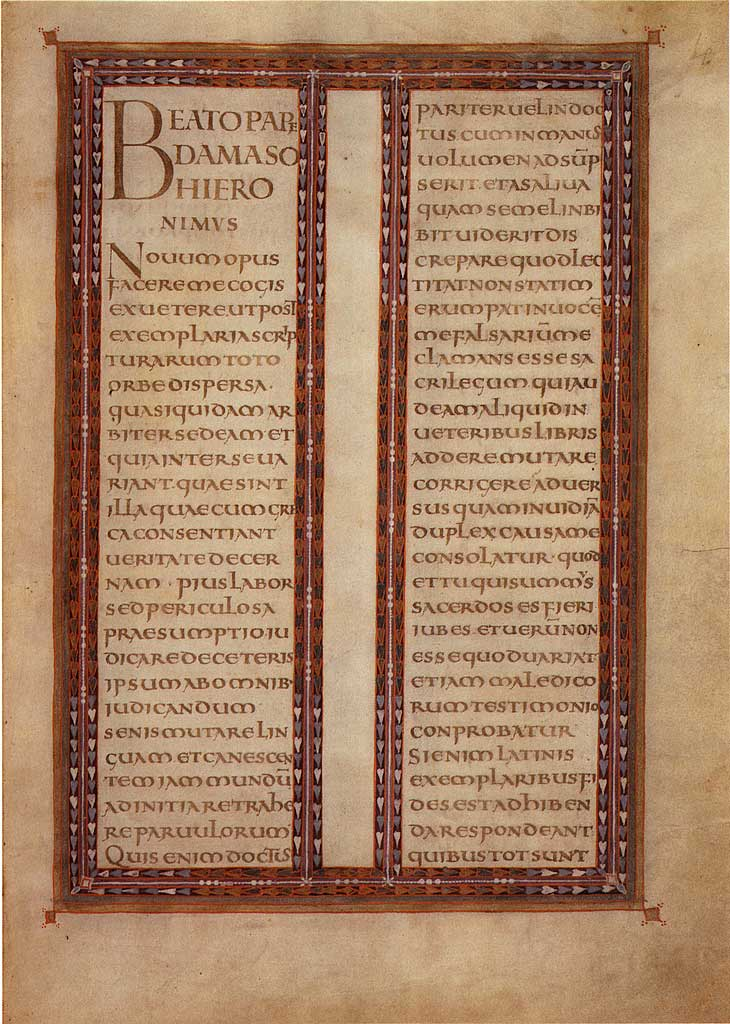
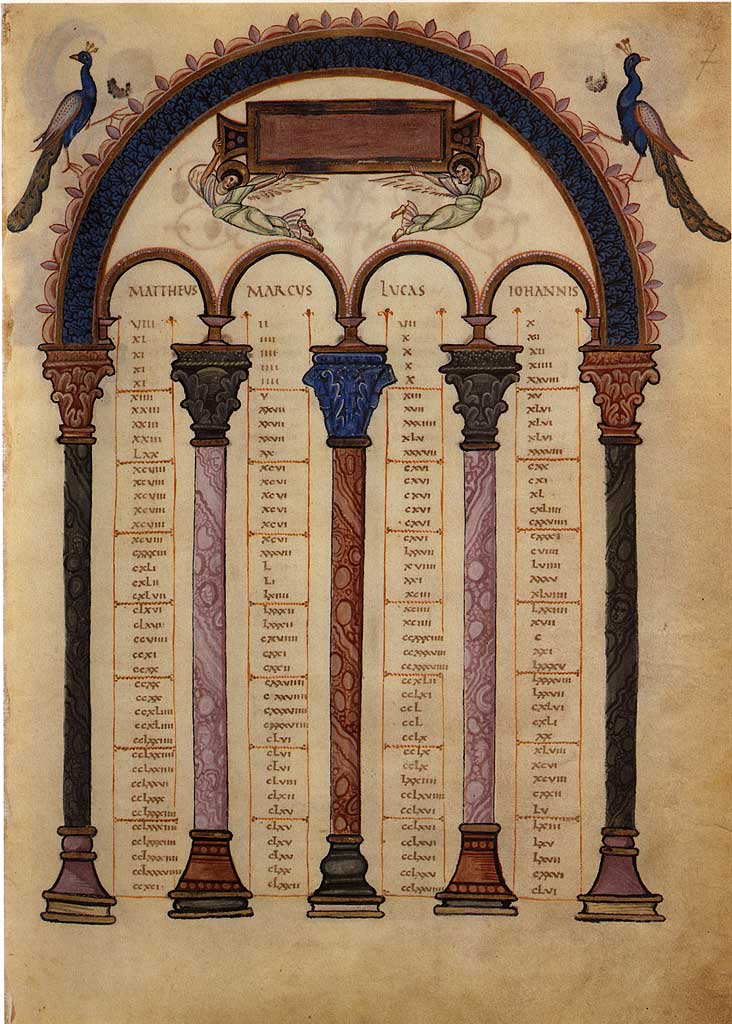
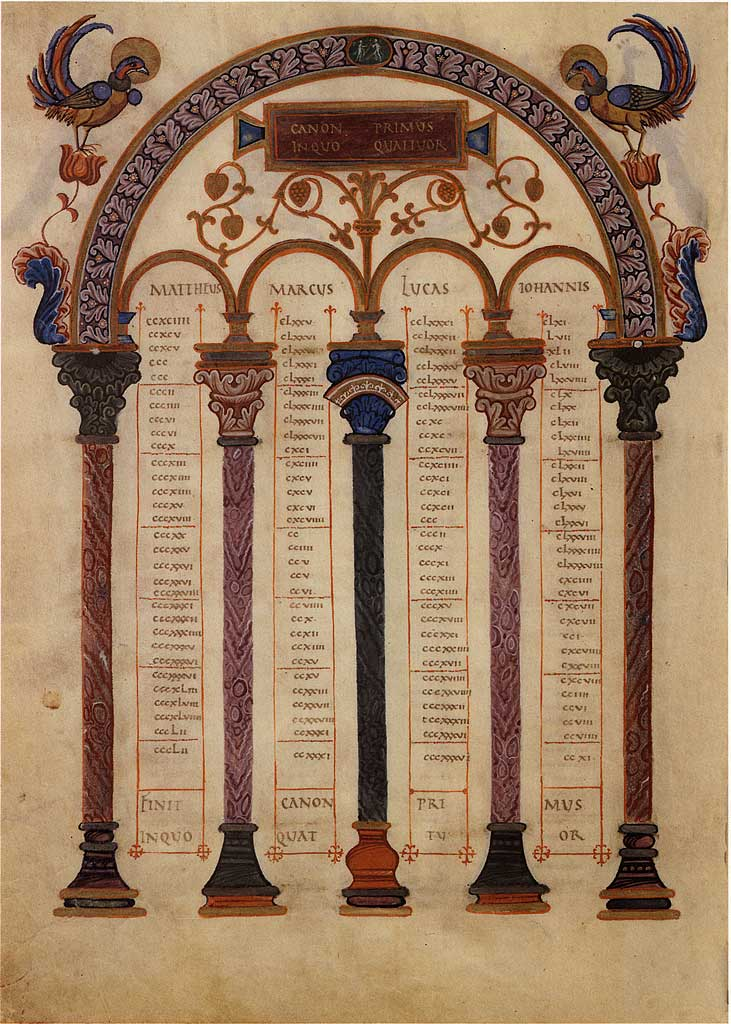
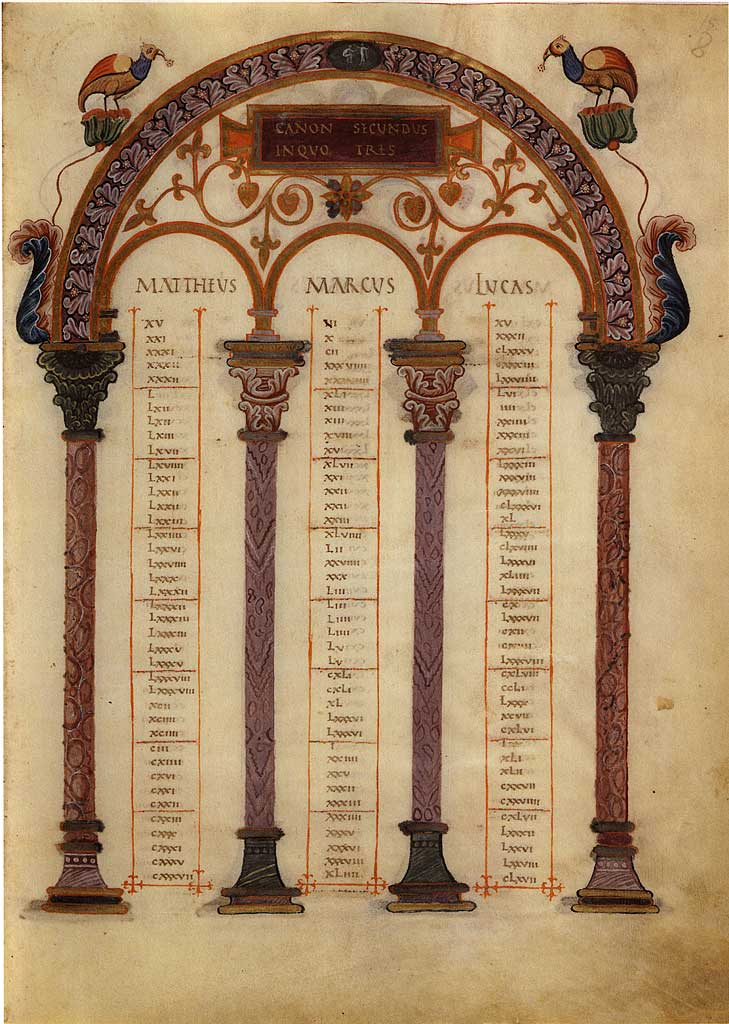
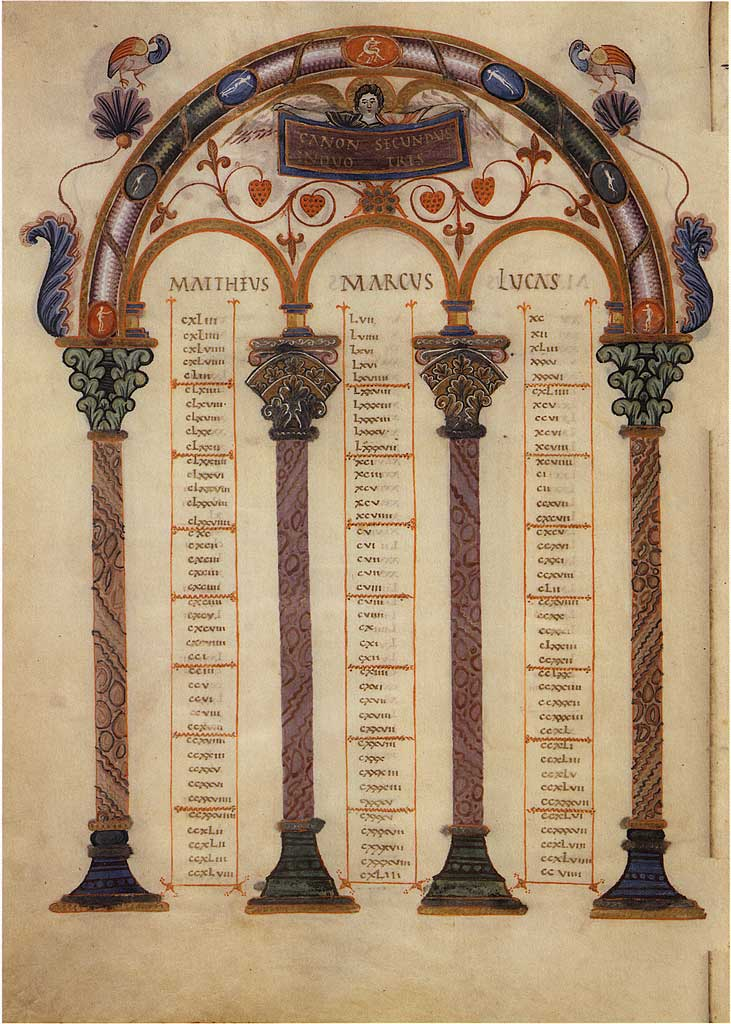
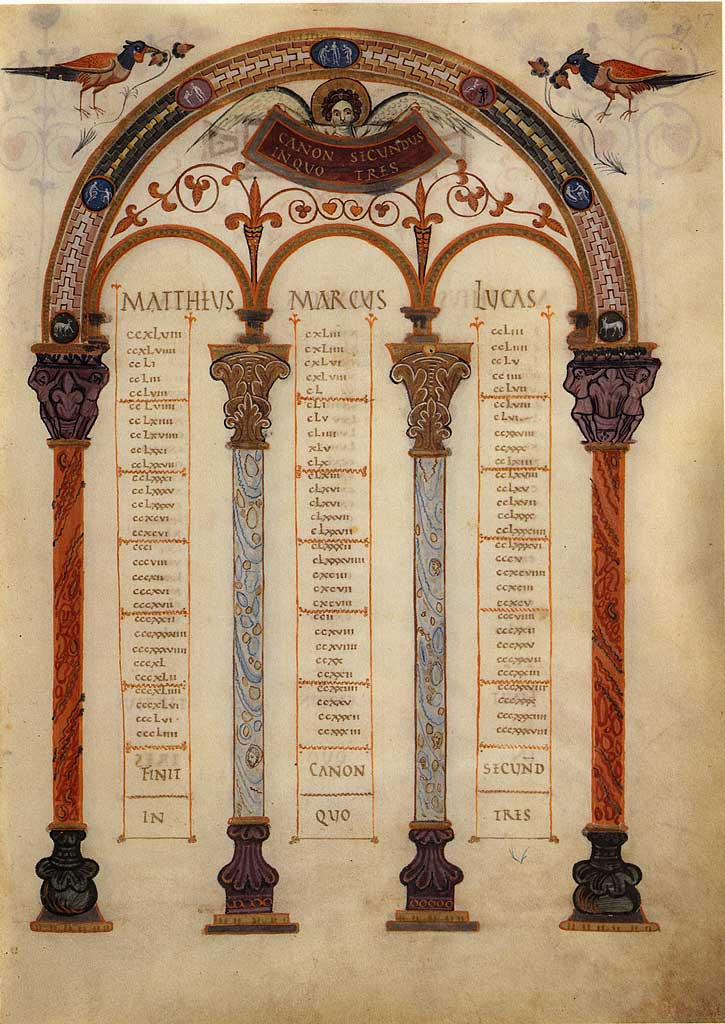
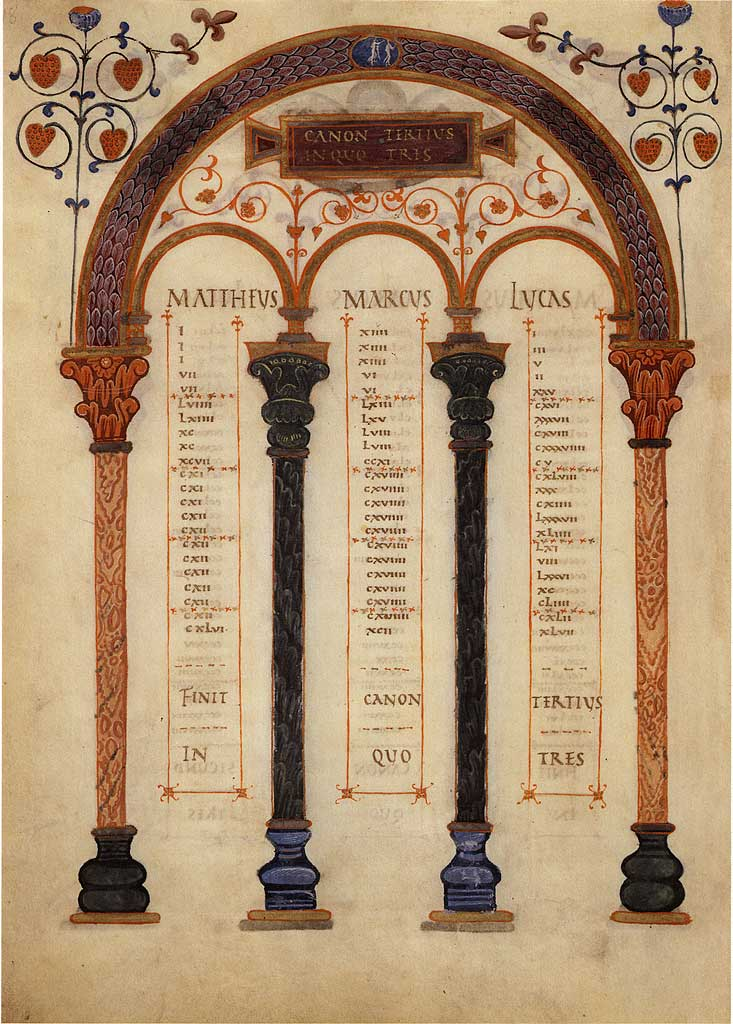
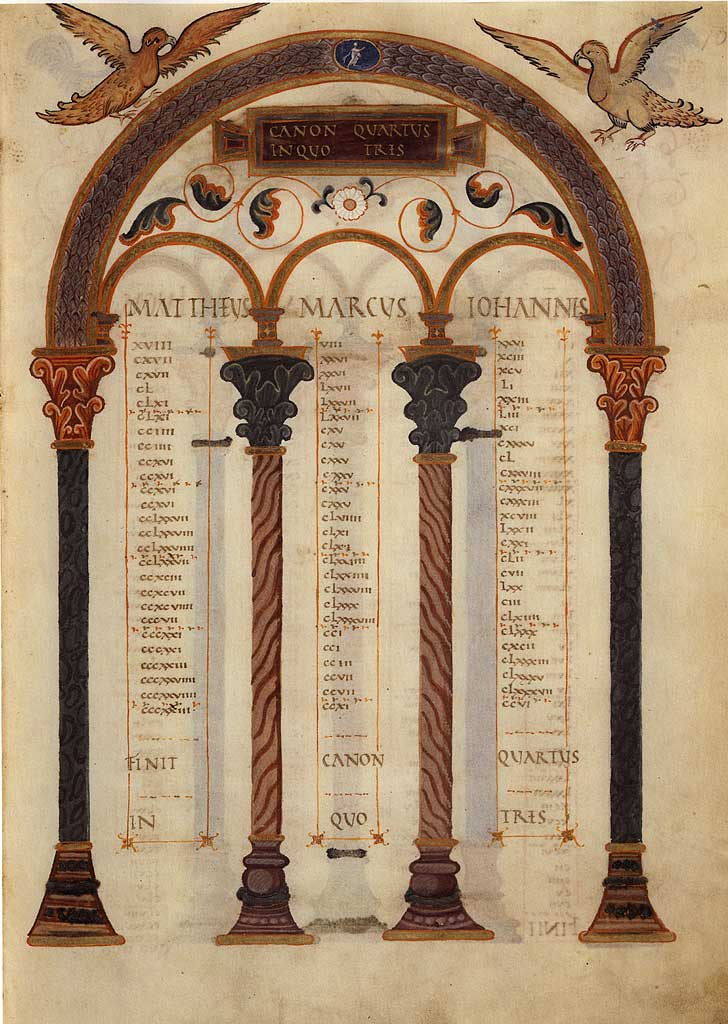
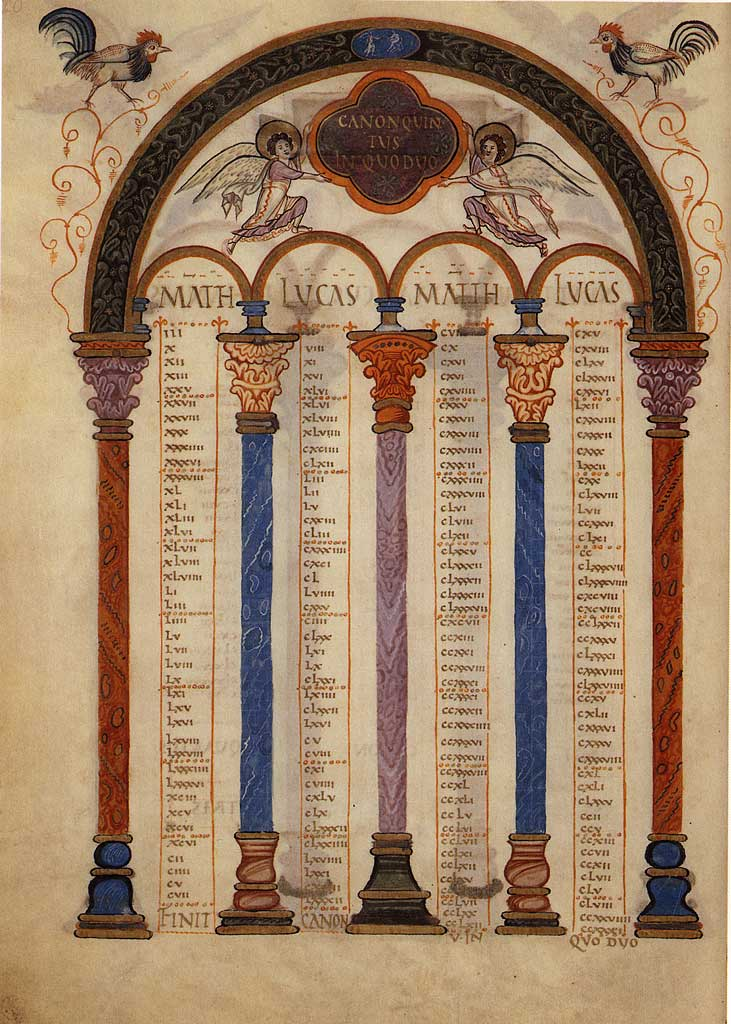
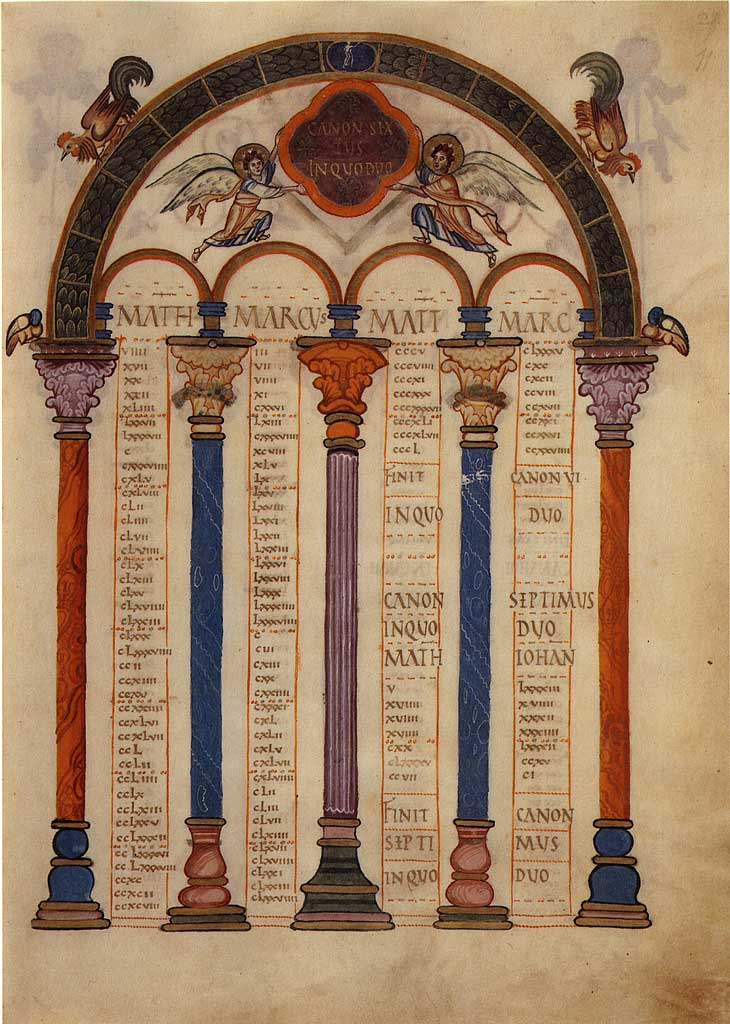
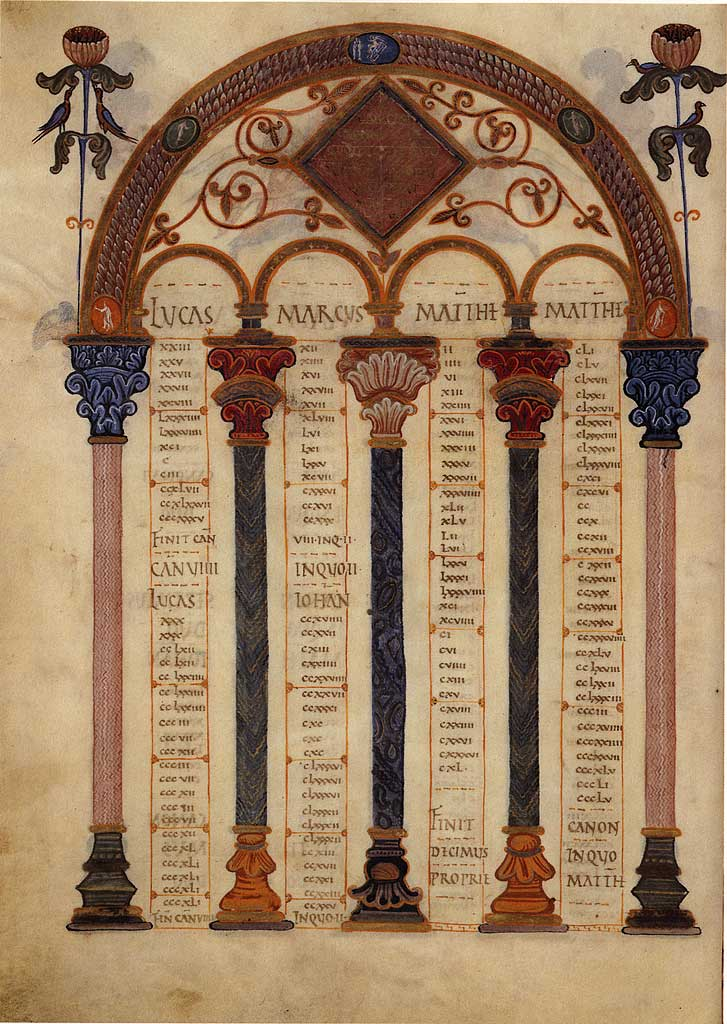
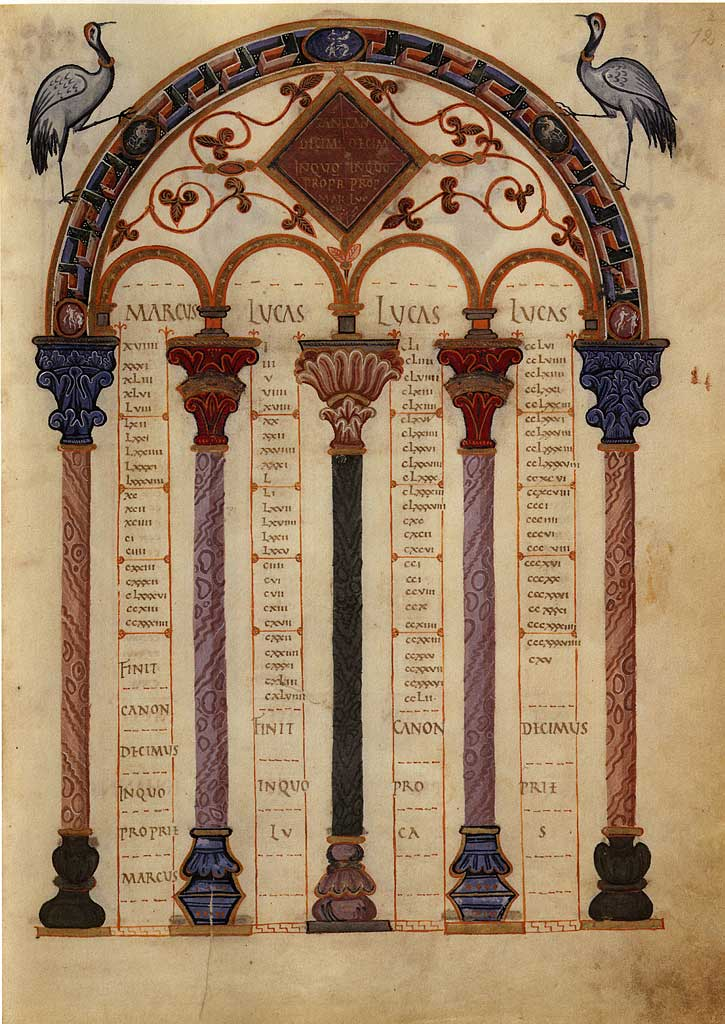
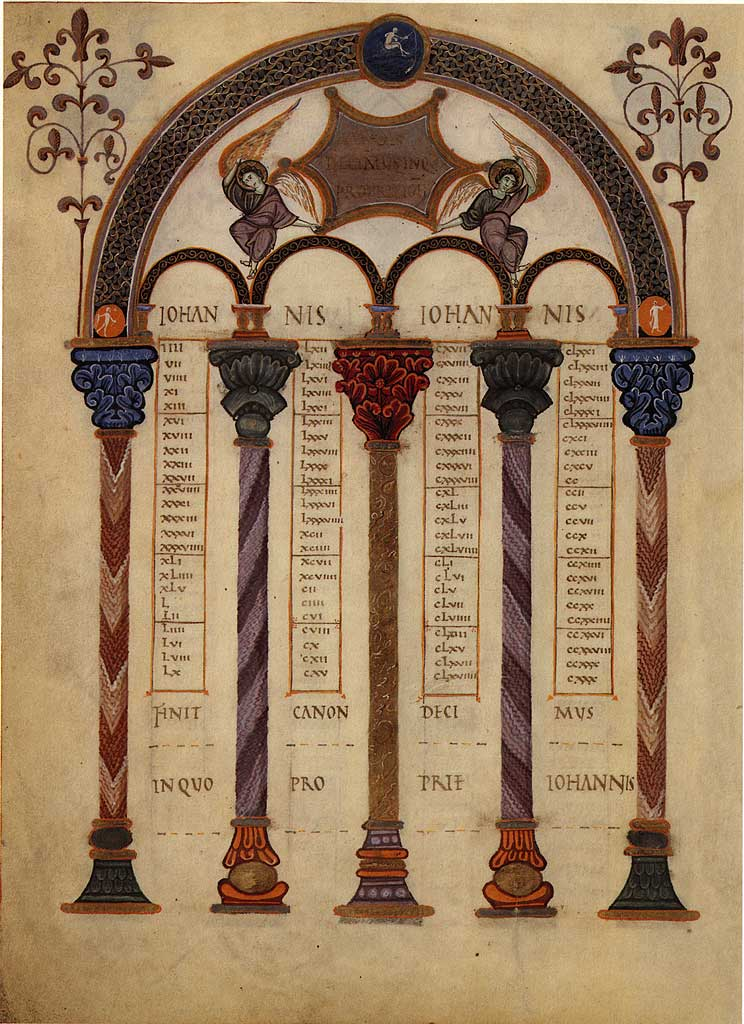
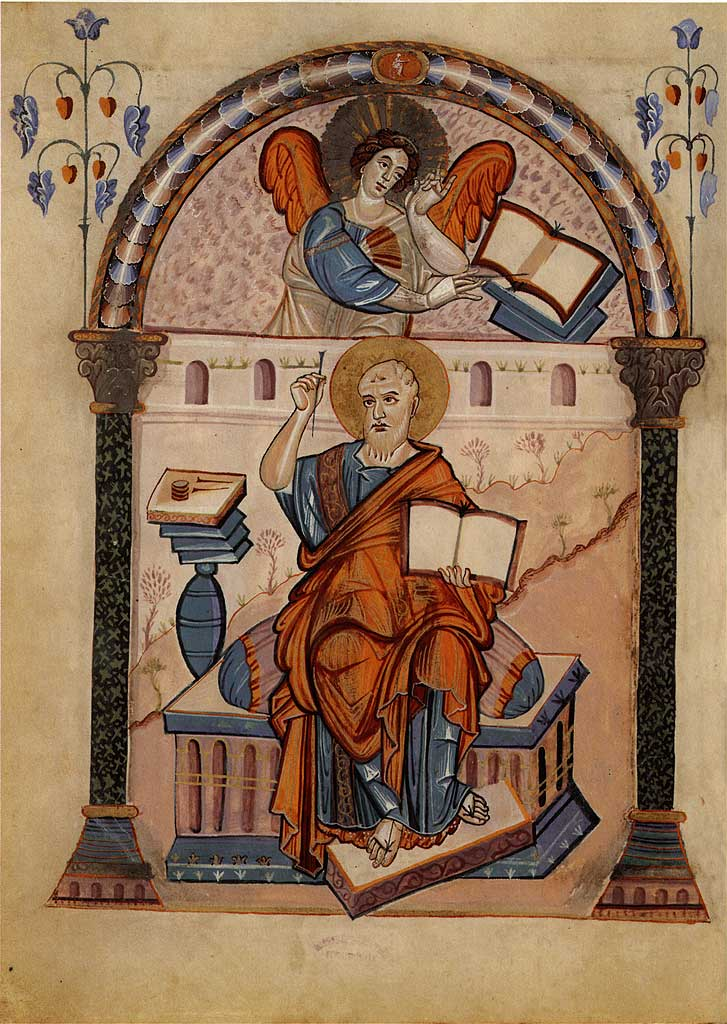
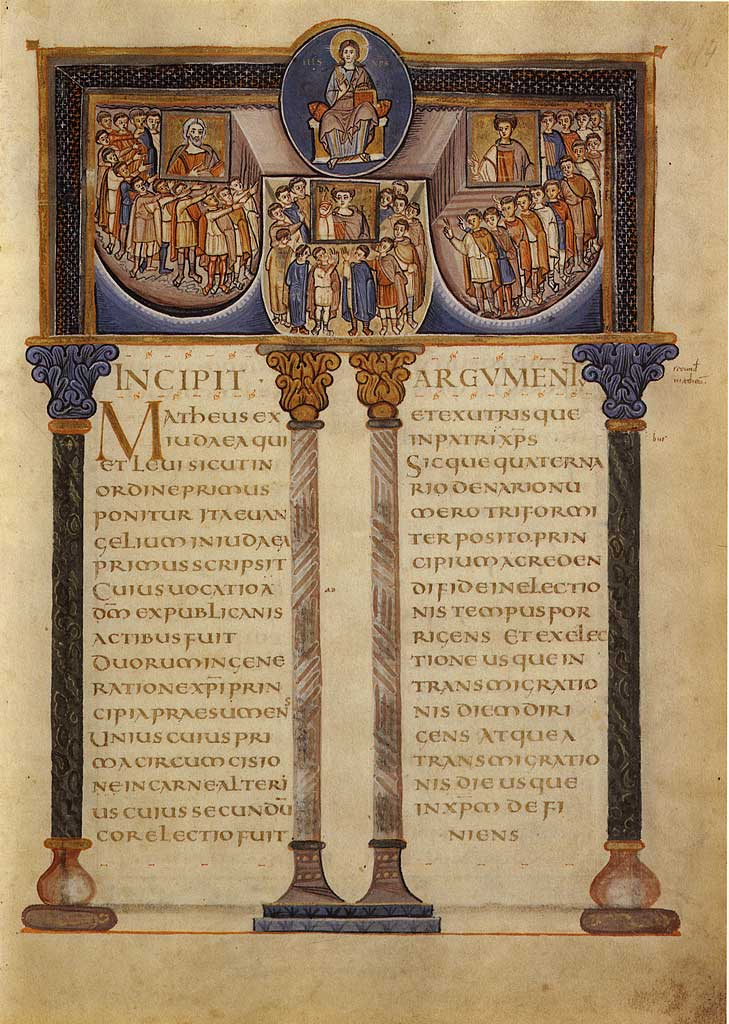
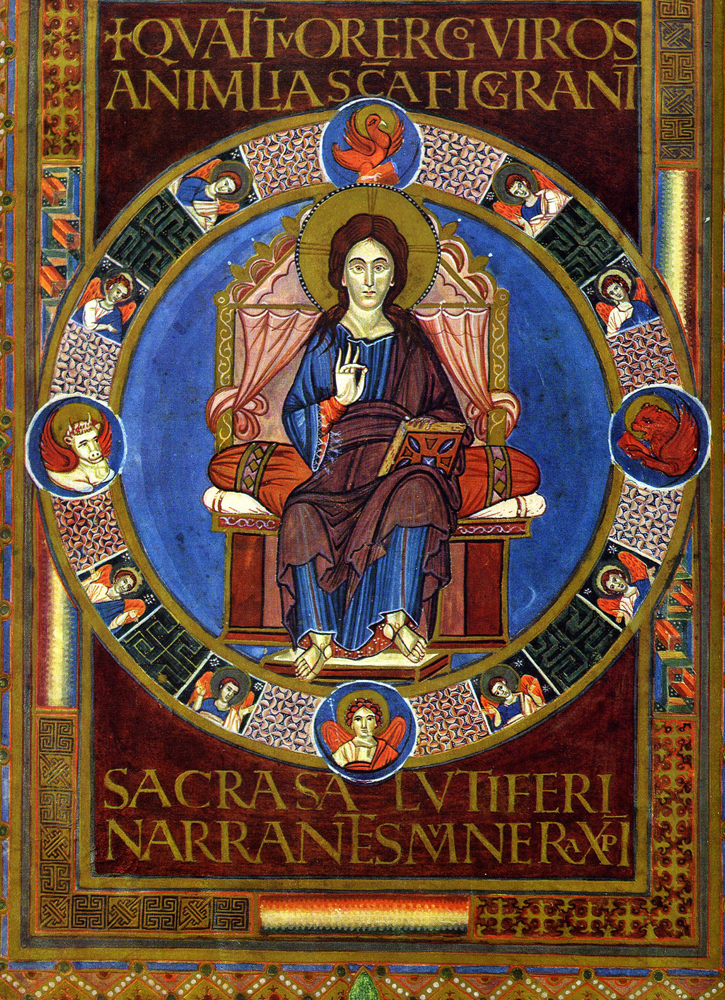
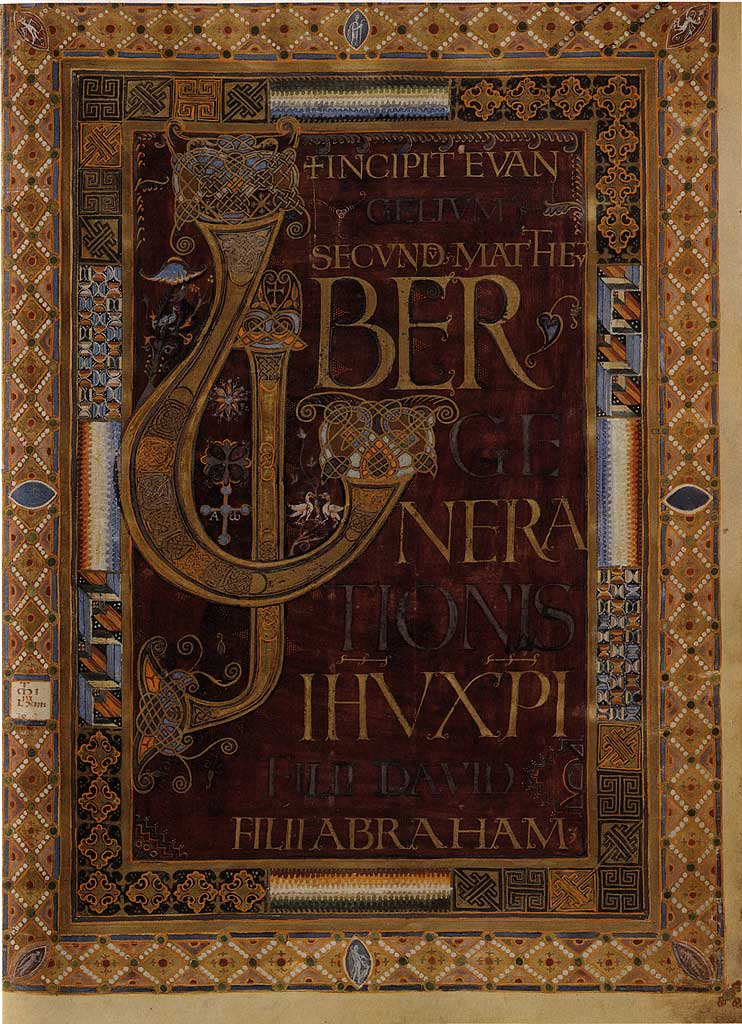
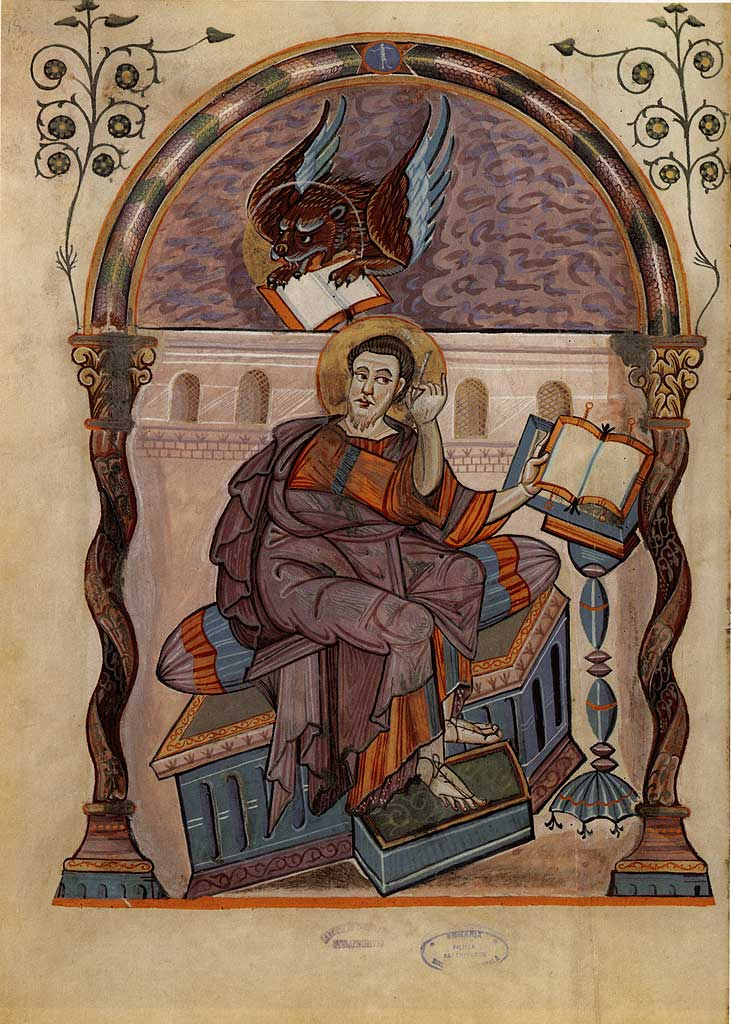
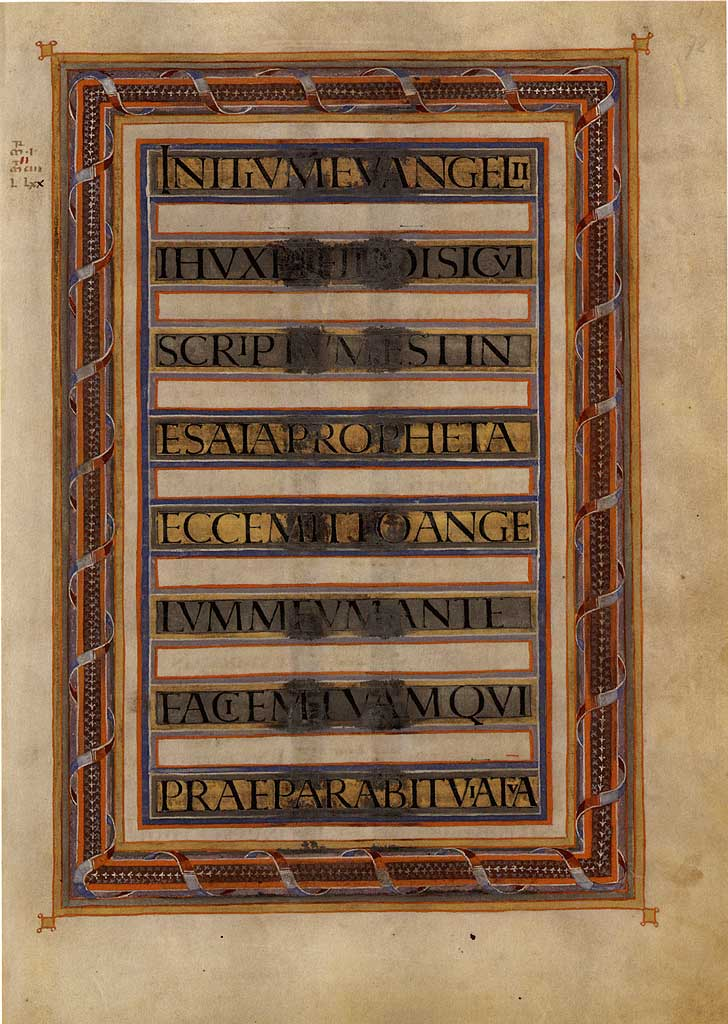
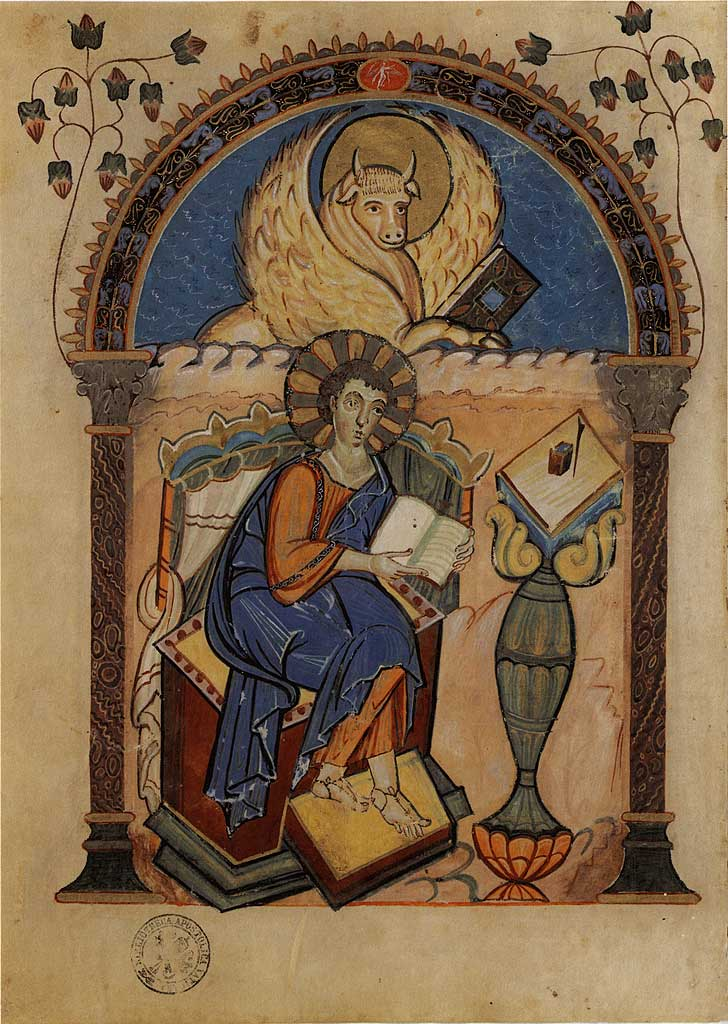
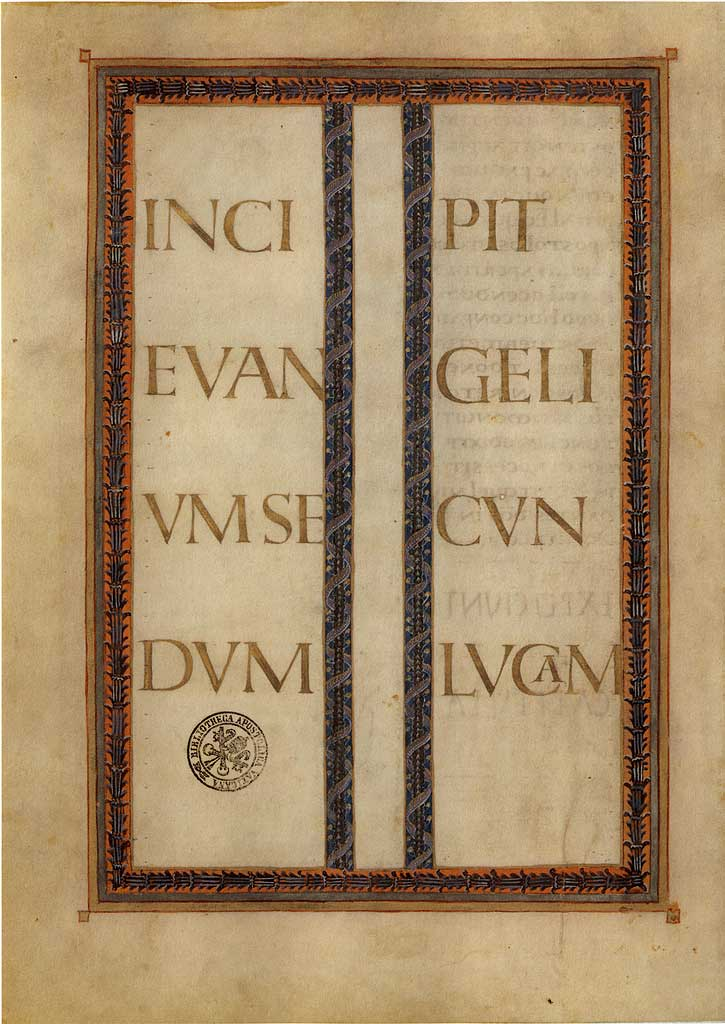
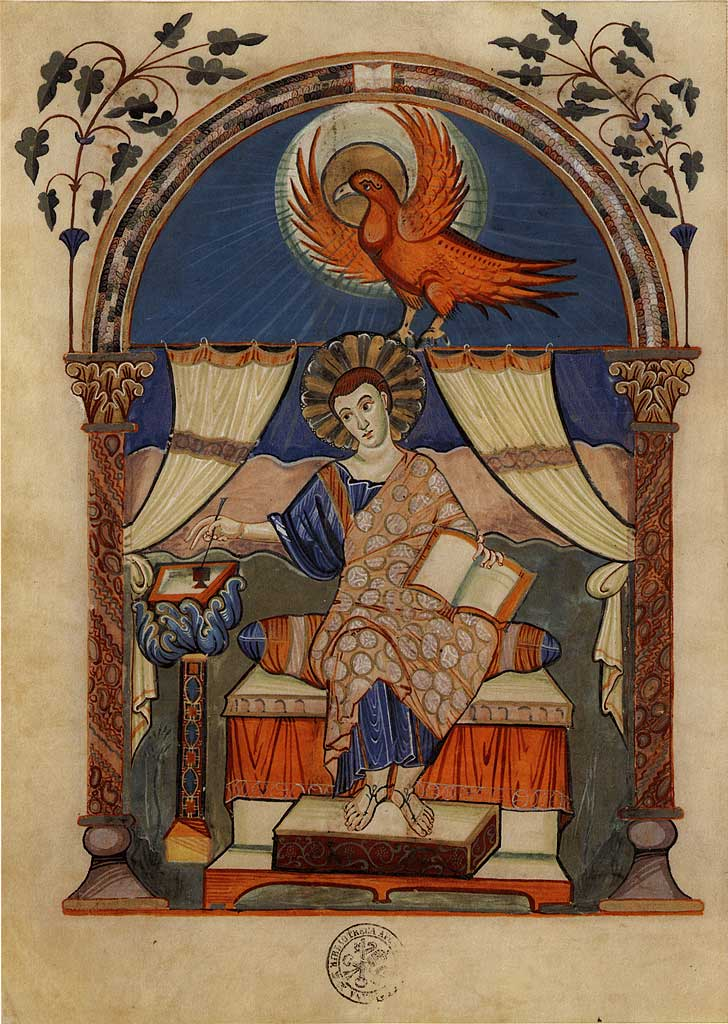
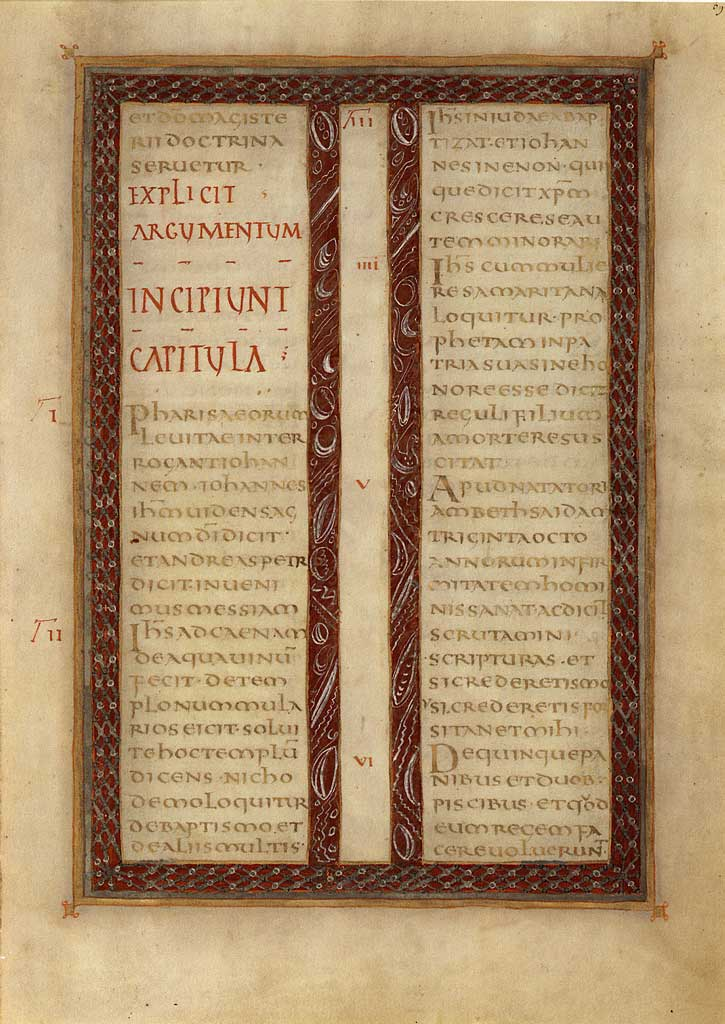
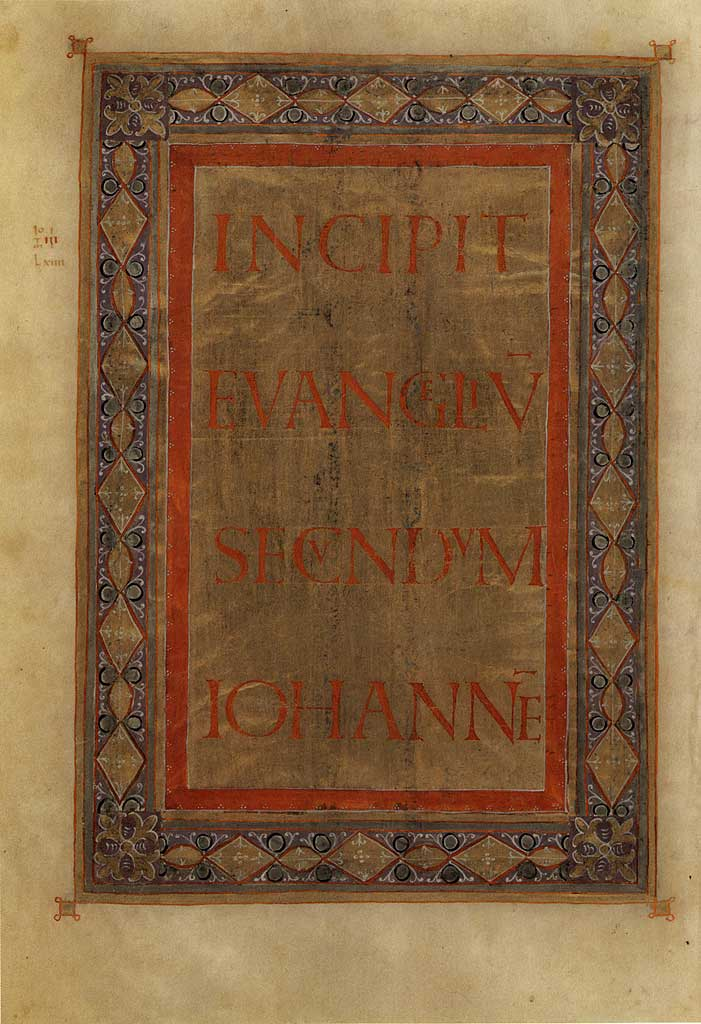
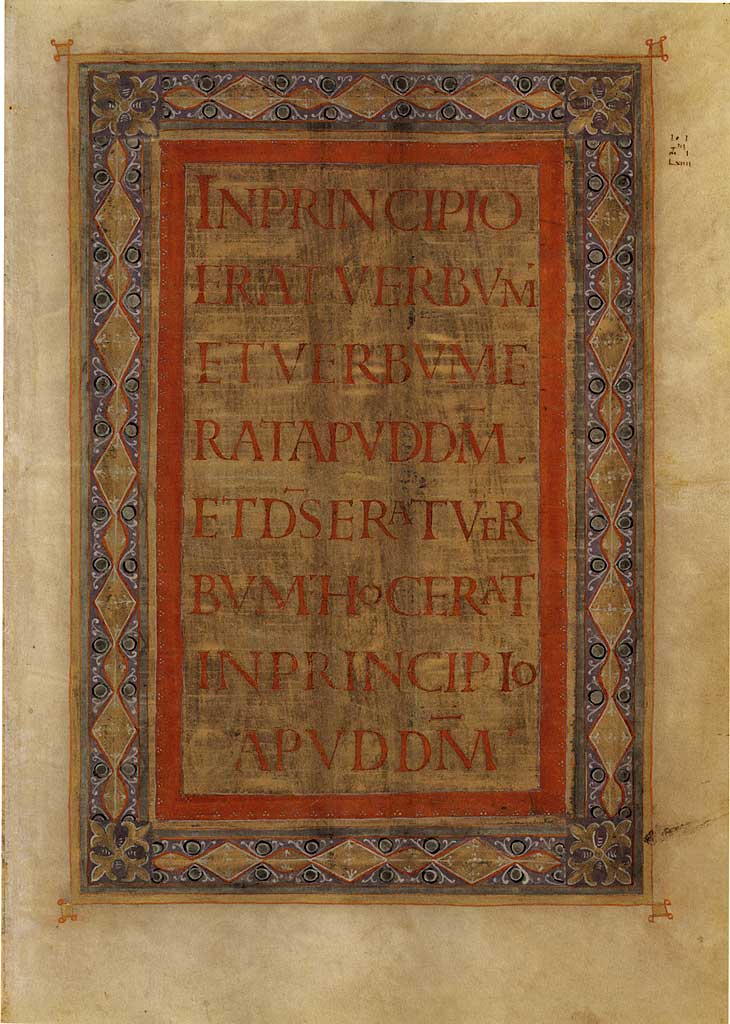
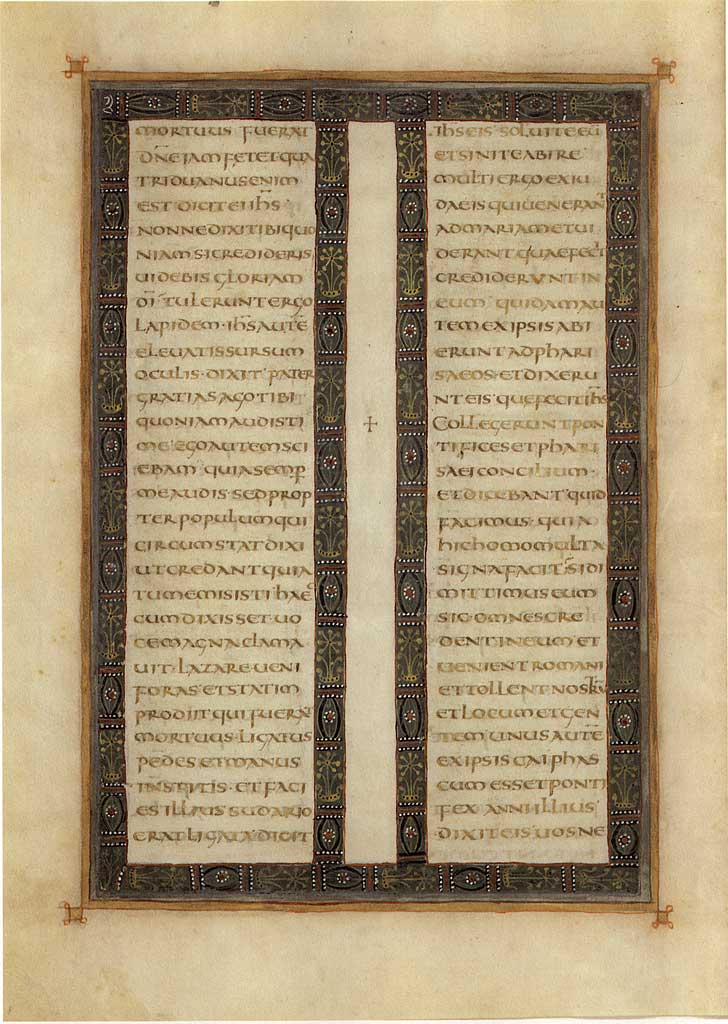
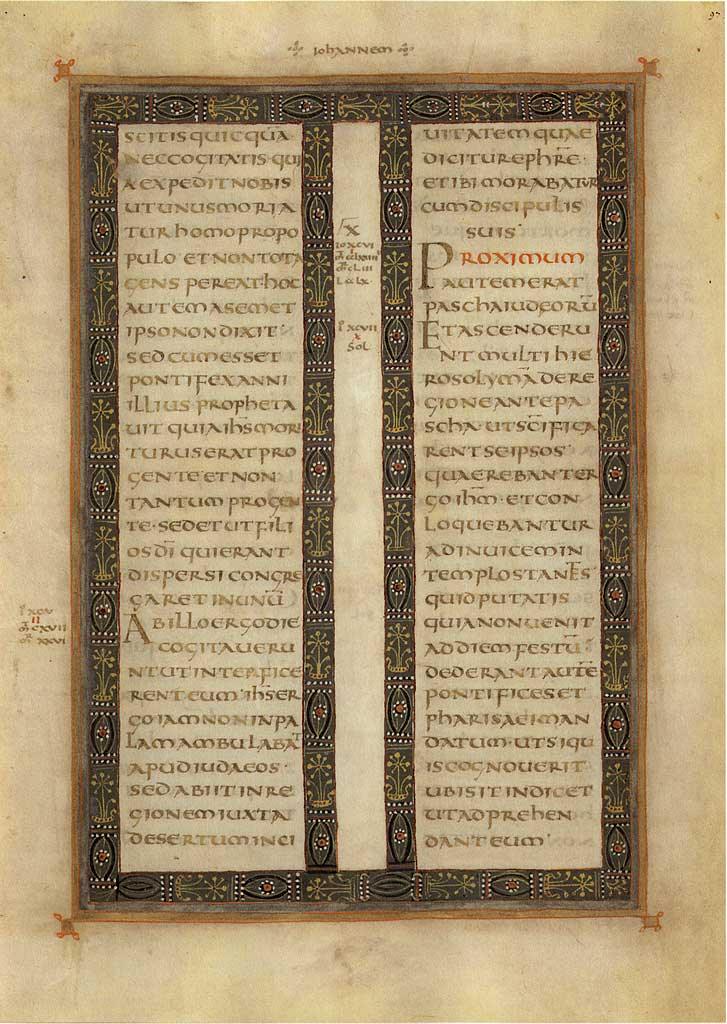